# Antiptilotis rubicunda
Antiptilotis rubicunda är en fjärilsart som beskrevs av Edward Meyrick 1897. Antiptilotis rubicunda ingår i släktet Antiptilotis och familjen mott. Inga underarter finns listade i Catalogue of Life.